# Antonín Michna
Antonín Michna (3. června 1920, Vrbice – 17. prosince 2000, Brno) byl moravský muzikant, hudebník, skladatel a zakladatel Orchestru Morava. Jeho synovec je známý umělecký kovář Milan Michna.

## Život
Narodil se na Vrbici Janu Michnovi a Marii roz. Otáhalové, vyučil se krejčím. Měl čtyři sourozence. Antonín Michna využil své nadání a naučil se hrát na housle.[zdroj?]
Ve dvaceti letech odešel do Brna, kde založil ve svých šestadvaceti letech Orchestr Morava, za deset let toto těleso ale opustil a založil šestadvacetičlenný orchestr, s nímž cestoval po Československu i zahraničí. Měl více než sedm tisíc představení.

## Dílo
Jeho první skladby se vydávaly v nakladatelství Jaroslava Stožického v Brně. Své skladby sbíral z vrbického nebo slováckého prostředí. V roce 2000 působil jako umělecký vedoucí v kapele Dubňanka. Ta za jeho působení natočila dva MC nosiče, které obsahují Michnovy kompozice. Jeho nejznámějšími písněmi jsou Naše vrátka nevrzají, Chaloupka v jalobí nebo Dyje.

## Rodina
Dvakrát se oženil, a to s Helenou roz. Brislingerovou, s níž měl dvě dcery, a se Zdenou roz. Havránkovou, s níž měl dceru a syna. Z mimomanželského vztahu měl dva syny Libora (1967) a opět Libora (1973-1990). Jeho syn Antonín vede ve Wiesbadenu baletní školu.